# وووچکی
وووچکی (به لاتین: Łowczyki) یک روستا در لهستان است که در گمینا کوژنگتسا واقع شده‌است.